# Karl-Heinz Kniestedt
Karl-Heinz Kniestedt (* 9. Juni 1925 in Berlin; † 13. Mai 1977) war ein deutscher Politiker (SEW), Funktionär der SED und Abgeordneter der Volkskammer der DDR.

## Leben
Der Sohn einer Arbeiterfamilie erlernte nach dem Besuch der Volksschule den Beruf eines Chemielaboranten. Während der Lehrzeit besuchte er eine private Oberschule. Er wurde zur Wehrmacht eingezogen und geriet in Kriegsgefangenschaft.
1949 kehrte er nach Berlin zurück, arbeitete im Beruf und wurde Mitglied der FDJ und der SED. Er war Leiter der ersten Ausbildungsstätte für Chemiewerker in Berlin. Von 1950 bis 1958 war er als Berliner Vertreter Abgeordneter der Volkskammer der DDR. 1951 wurde er hauptamtlicher Mitarbeiter der SED-Kreisleitung Berlin-Treptow und 1954 Sekretär der FDJ-Bezirksleitung Groß-Berlin. Am 13. August 1955 wurde er zum Sekretär der Abgeordnetengruppe der Berliner Vertreter in der Volkskammer gewählt.
Seit 1959 war er in der Leitung der West-Berliner SED. Seit November 1962 war er Mitglied des Büros und Sekretär des Parteivorstandes der SEW und für ideologische Fragen, Bildungs- und Kulturpolitik zuständig.

## Auszeichnungen
1951 Friedensmedaille der FDJ